# Jacques Darnaud

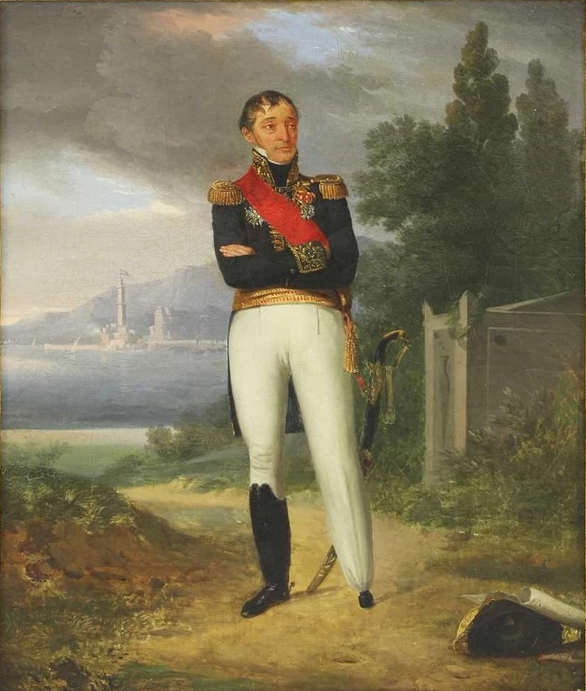
Jaques Darnaud

Jacques Darnaud (* 8. Januar 1758 in Bricy; † 3. März 1830 in Paris) war ein französischer Général de brigade in der Infanterie.

## Leben
Am 10. August 1777 trat Darnaud mit neunzehn Jahren als Freiwilliger in die Armee ein. Schon bald konnte er sich in den Revolutionskriegen durch Tapferkeit auszeichnen und wurde auch schnell befördert. Ab dem 17. September 1787 kämpfte er im Rang eines Sergent-chef und fünf Jahre später war er Lieutenant.
Darnaud nahm u. a. an der Belagerung von Mainz teil (→Mainzer Republik) und kämpfte bei Hondschoote (8. September 1793) und Wattignies (15./16. Oktober 1793).
Nach weiteren Beförderungen nahm Darnaud im darauffolgenden Jahr u. a. an Kämpfen bei Tourcoing (17./18. Mai 1794) und Fleurus (26. Juni 1794) teil.
Später wechselte auf Napoleons Wunsch zur Italienarmee und nahm 1796 an der Besetzung Modenas und dem dazugehörigen Herzogtum teil (→Cispadanische Republik). Außerdem kämpfte er an der Trebbia (17./19. Juni 1799) und vor Novi (25. August 1799).
Nach der Schlacht bei Waterloo (18. Juni 1815) wurde Darnaud zum Parteigänger König Ludwig XVIII. und 1824 auch von dessen Nachfolger Karl X. Zu dieser Zeit hatte er aber bereits alle seine Ämter niedergelegt und sich ins Privatleben zurückgezogen. Jacques Darnaud starb im Alter von 72 Jahren am 3. März 1830 in Paris und fand dort auch seine letzte Ruhestätte.

## Ehrungen
- 23. April 1800 Prunksäbel (Ehrenwaffen)
- November 1803 Chevalier der Ehrenlegion
- 14. Juni 1805 Commandeur der Ehrenlegion
- 15. Januar 1809 Baron de l’Émpire
- 27. Juni 1814 Chevalier des Ordre royal et militaire de Saint-Louis
- 24. August 1820 Grand Officier der Ehrenlegion
- 27. März 1821 Commandeur des Ordre royal et militaire de Saint-Louis
- Sein Name findet sich am nördlichen Pfeiler (8. Spalte) des Triumphbogens am Place Charles-de-Gaulle (Paris)